# Artoria gloriosa
Artoria gloriosa là một loài nhện trong họ Lycosidae.
Loài này thuộc chi Artoria. Artoria gloriosa được William Joseph Rainbow miêu tả năm 1920.